# Epaminondas
Epaminondas (ur. ok. 420 p.n.e., zm. 362 p.n.e.) – tebański wojskowy i polityk.
Był współtwórcą potęgi Teb (działał z Pelopidasem, inną wybitną postacią, a zarazem przyjacielem). Dokonał reformy armii, złamał potęgę Sparty i podbił część Peloponezu. Największe zwycięstwa nad Spartanami odniósł w 371 p.n.e. pod Leuktrami, gdzie zastosował po raz pierwszy nowatorski szyk skośny, i w 362 p.n.e. pod Mantineją. W tej drugiej bitwie został śmiertelnie zraniony.
Wprowadzone przez Epaminondasa reformy w taktyce wojskowej wykorzystał macedoński król Filip II, który w młodości przebywał w Tebach przez dwa lata jako zakładnik. Dzięki temu Macedonia stała się potęgą. Następca Filipa Aleksander Wielki doprowadził taktykę Epaminondasa do perfekcji.
O Epaminondasie pisał w Żywotach równoległych Plutarch, ale biografia ta nie dochowała się do naszych czasów.